# Les Mercredis de la jeunesse
 (juin 2020).
Si vous disposez d'ouvrages ou d'articles de référence ou si vous connaissez des sites web de qualité traitant du thème abordé ici, merci de compléter l'article en donnant les références utiles à sa vérifiabilité et en les liant à la section « Notes et références ».
Les Mercredis de la jeunesse était une émission de télévision française pour la jeunesse diffusée en direct, en noir et blanc, chaque mercredi, de 15 h à 17 h 30 sur la première chaîne de l'ORTF de septembre 1973 à juin 1974, puis de 16 h 20 à 18 h 20, toujours sur la même chaine de septembre à décembre 1974.

## Histoire
Cette émission était produite par Jacqueline Joubert et présentée par Dorothée qui y fait ses débuts d'animatrice aux côtés de la marionnette Blablatus et du vétérinaire Michel Klein.
L'émission s'interrompt en décembre 1974 à la suite de l'éclatement de l'ORTF et est remplacée par Les Visiteurs du Mercredi qui débute en janvier 1975 sur TF1.

## Dessins animés
- Aglaé et Sidonie
- Caliméro
- Chapi Chapo
- Kiri le Clown
- La Maison de Toutou
- Laurel et Hardy
- Les Aventures de Colargol
- Les Aventures de Gulliver
- Les Fous du volant
- Picolo et Piccolette
- Pépin la Bulle